# 안경희
안경희(安慶姬, 1939년 ~ 2001년 7월 14일)은 대한민국의 기업인이다. 일민미술관 관장 등을 역임했으며, 동아일보의 사주를 지낸 김병관의 부인이며 동아일보 사장 김재호의 어머니이다. 2001년 6월 국민의 정부 때 동아일보 세무 조사 과정에서 수사를 받던 도중 투신자살하였다.

## 생애

### 결혼과 사회 활동
1939년 경남 밀양에서 태어났다. 이후 경북여고와 효성여대 약학과를 졸업한 뒤 24세 때 김병관과 결혼했다. 시아버지 김상만은 안씨의 검소함을 높이 산 것으로 알려졌다. 주위에서는 안씨가 종손인 남편 김 명예회장을 도와 가업을 이어가는데 뒤에서 보이지 않게 정성을 기울였다고 전했다. 명문가의 맏며느리라는 부담과 의무, 제약에도 그는 일절 불평 불만을 드러내지 않았다.
그의 유일한 대외활동은 시아버지의 아호를 따 지난 94년 설립된 일민(一民)문화재단의 이사와 미술관장을 지낸 것. 고인의 고미술에 대한 조예는 상당한 수준인 것으로 알려졌다.

### 세무 조사와 투신 자살
그는 언론사들에 대한 세무조사가 시작된 2월 이후 신경쇠약증세를 보여왔으며, 동아일보 등에 대한 국세청 고발조치 이후 증세가 급격히 악화됐다. 자녀들의 주식명의 신탁과 관련, 친구들과 인척들이 국세청 조사에 이어 검찰에도 소환돼 조사를 받는데 대해 심적 부담을 느껴온 것으로 알려졌다.
안경희 자신도 검찰의 수사를 받았는데, 검찰의 강압적인 수사에 모욕감을 느낀 그는 자신이 살던 아파트에서 투신자살하였다.
7월 14일 검찰의 수사를 받던 중 안경희는 아파트 13층에서 떨어졌다. 14일 오후 6시40분께 서울 동작구 흑석동 H아파트 109동 1303호 작은방 창문을 통해 안씨가 추락, 아파트앞 화단에 떨어져 숨져 있는 것을 아파트 경비원 한모(59)씨가 발견, 경찰에 신고했다. 향년 63세.
안경희씨 아파트 추락사를수사 중인 서울 노량진경찰서는 16일 가족들의 진술과 당시 사건 정황을 종합한 결과 자살로 최종 결론내렸다. 경찰은 안씨가 사망직전 평소 잘 들르지 않던 동생들 집을 차례로 방문하고 “최근 큰아들 재호(載昊)씨를 끌어안고 눈물을 흘리는 등 평소와 다른 행동을 했다”는 가족들의 진술과 정황으로 미뤄 안씨가 사전에 자살을 준비한 것으로 보고 있다.
동아일보 세무조사 과정에서 그의 투신자살을 놓고 보수 세력은 권력에 대한 항거로 해석했다. 동아일보 명예회장을 지낸 남편 김병관은 "내자(안경희 씨를 지칭)는 핍박받는 동아일보와 남편을 대신해 스스로 유명을 달리했다. 그러나 비극적으로 생을 마감한 내자 안경희의 죽음은 결코 헛되지 않을 것이다."라고 주장했다. 그의 죽음으로 동아일보는 반공 보수주의 성향을 한층 강화해나가게 된다.

### 사법 살인 논란
그의 투신 사망 사건을 놓고 정부의 사법살인이라는 정치공세가 확대되었고, 당시 대한민국의 여당 민주당과 야당 한나라당 등 정당사회단체는 그녀의 투신자살의 성격을 놓고 설전을 벌였다. 한나라당 권철현 대변인은 16일 공식 성명을 통해 "세무조사를 군사작전 하듯 시작한 그 순간부터 정권과 언론 및 관련자들 모두에게 불행이 예 고된 것"이라며 "이 정권이 이성의 눈을 바로 뜨지 않는 한 비극과 불행 은 계속 확산될 것"이라며 사법살인이라고 지적했다. 한나라당 총재 이회창 역시 이를 두고 "충격적이고 가슴 아픈 비극"이라며 "이번 사건이 언론사 세무조사와 관련이 있는 게 아닌가 추측된다"며 사법살인이라고 규정하였다. 국회의원 홍사덕은 이날 자신의 인터넷 홈페이지에 올린 글을 통해 "투 신 자살이 아니라 권력의 살인"이라며 "권력은 무엇을 얼마나 모질게 파 헤치고 괴롭혔는지 그 행태와 목적을 밝히고 통회해야 한다"고 주장했다.
장광근 수석부대변인은 언론자유수호비상대책특위 회의 브리핑을 통해 “우리 당은 유족의명예 보호를 위해 절제하려는 노력을 해왔다”면서 “그러나 방송이 이 사건을 추락사로 단정해 보도하고 있는 게 과연 적절한 것인가 하는 의구심이강력하게 제기됐다”고 말했다.
한나라당 등의 비판에 민주당은 이에 대해 "야당이 언론사주의 개인적 불행에 대해 정치적 의 도를 갖고 정치공세의 소재로 삼은 데 대해 크게 분노하고 개탄한다"며 정치공세를 중단하라 촉구했다. 그러나 정권에 의한 사법살인 의혹은 계속 제기되었다. 민주당 대변인 전용학은 이날 "아직 상중(喪中)에 있는 언론사주 가족의 불행에 대해 정치적 의도가 담긴 언급이 나오는 것은 지극히 유감"이라며 "어떤 경우라도 개인의 불행을 정치적으로 이용하는 것은 인륜을 벗어난 것"이 라며 반박했다.

### 사후
김학준에 의하면 "고인은 정치도, 권력도, 경영도 몰랐던 평범한 주부였으나 권력의 비정(秕政)은 그 소박한 꿈마저 일찍 접게 만들었다. 조세 정의라는 이름 아래 언론 사상 전대미문의 가혹한 세무조사로 동아일보의 비판정신을 잠재우려 한 권력의 노골적인 핍박에 집안과 동아일보를 대신해 유명을 달리했다. …(중략)…지난해 세무조사는 독선과 아집의 권력 행사를 비판하는 언론을 견제하려는 속셈으로 법과 정의를 빙자해 행사했던 물리적 폭력이었으며 고인은 권력의 이 같은 자의적 행사에 죽음으로 항거했다."는 것이다.
동아일보를 위한 기도와 지극한 헌신적이었다는 평가도 있다. 그의 사후 그와 동명이인이었던 인사들의 홈페이지와 블로그가 폭주하기도 했다.
그의 빈소에는 전두환, 김영삼 전직 대통령과 이회창 전 총리 등이 방문하기도 했다. 김영삼은 조위록에 나라의 將來(장래)를 생각하면서 金泳三 이라고 쓰고 헌화한 뒤 접객실로 자리를 옮겨 남편 김병관 명예회장을 만나 허, 참 어떻게 이런 일이 있지. 나라가 걱정이다 라며 안타까워했다. 5분쯤 후 이회창 총재가 빈소에 도착, 조문을 한 뒤 접객실에서 김 전 대통령과 조우했다. 두 사람은 악수를 하며 오랜만입니다 라고 인사했다.
이회창은 고인의 인품이 훌륭하셔서 저희 집사람과 가족들이 참 좋아했다 고 말했고, 김 전 대통령은 인촌(仁村) 선생과 김 명예회장의 선친께서 며느리 사랑이 참 깊으셨다. 불행한 일로 국민들이 큰 충격을 받았을 것이다라고 평하였다. 전두환 전 대통령은 분향 후 김 명예회장 부부와는 인연이 깊다. "안 여사는 참 인품이 훌륭하고, 겸손하고 예의바른 분이었다 고 고인을 회고했다." 전두환은 이어 '김 명예회장은 죽을 때까지 울음이 나올 것이다. 그러나 용기를 잃지 마라. 여사께서 많은 분들을 대신해서 돌아가신 것 같다. 침착하고 당당하게 일을 수습하라' 고 당부했다. 최규하(崔圭夏) 전 대통령은 최흥순(崔興洵) 비서관을 대신 보내 조의를 표했다.

## 기타
아들 김재호는 미국 보스턴대 경영학과를 졸업한 뒤 동아일보 전무로 근무하고 있으며 국무총리를 지낸 이한동의 사위이다. 미국 스탠퍼드대 MBA 출신인 차남 김재열은 샌프란시스코의 벤처기업에 근무하고 있으며 삼성그룹 회장을 지낸 이건희가 그의 장인이다.서울대 미대를 졸업한 딸 김희령은 사회기관단체인으로 일민미술관 기획실장을 역임하였다.

## 같이 보기
| - 동아일보 - 신동아 - 김병관 - 김상만 - 김재호 - 안상영 - 남상국 - 장래찬 - 정몽헌 | - 오추옥 - 하중근 - 홍덕표 - 전용철 - 허세욱 |

## 가족 관계
- 남편 : 김병관
  - 아들 : 김재호
  - 아들 : 김재열
  - 며느리:이서현
  - 딸 : 김희령

## 참고 문헌
- 허화평, 지도력의 위기 (새로운사람들, 2002) pp.202
- 김강석, 언론인의 권력이동 (새로운사람들, 2001) pp.5